# ジャッキ

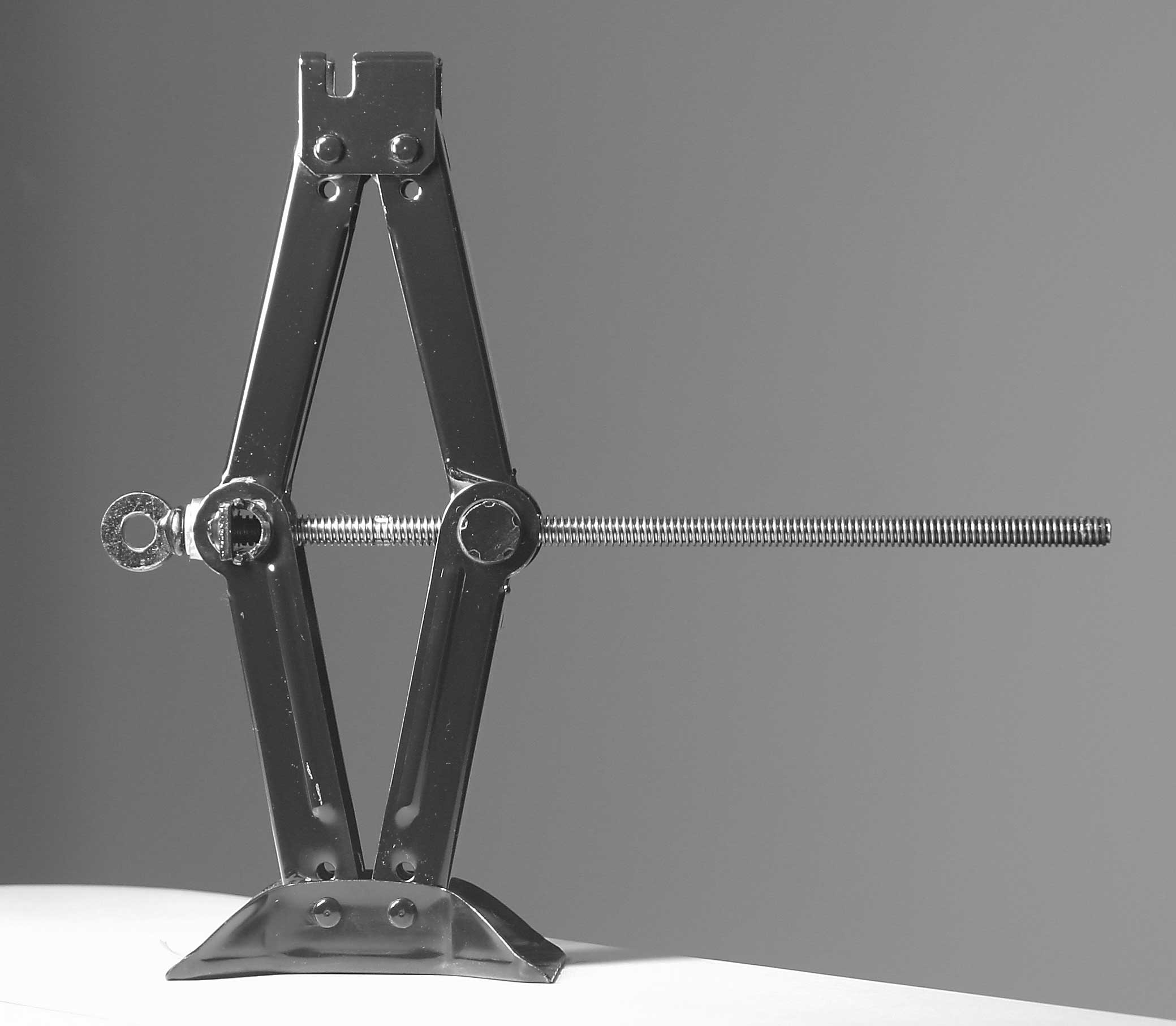
ねじ式のジャッキ（パンタグラフジャッキ）

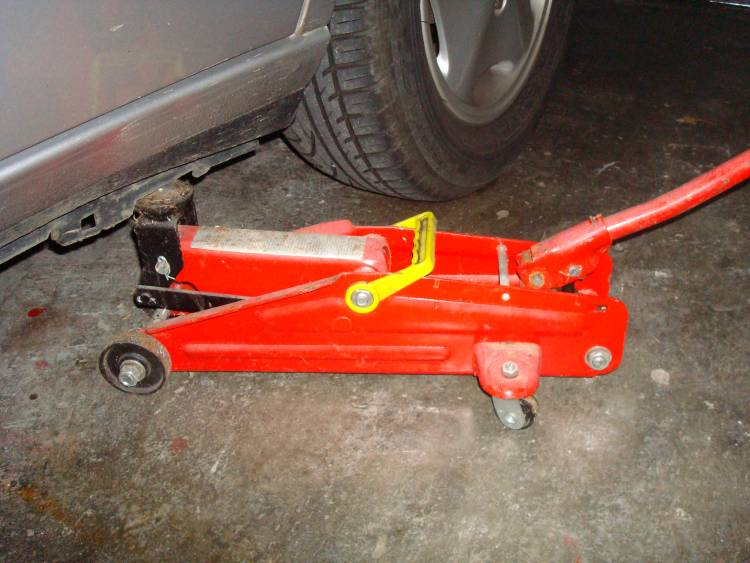
油圧式ジャッキ

ジャッキは、対象物の下に置かれてその物を支えたり、持ち上げるために使われる機械装置。ジャッキという名称は当初もたらされた際の英語呼称jackの日本語カナ表記である。工学分野では漢字表記の扛重機（こうじゅうき）という表現も作られたが、カタカナでの「ジャッキ」呼びが一般に普及している。

## 概要
ジャッキは、小型のものから大型の据え置き型まであり、一般的には自動車のタイヤ交換を行なうものがよく知られている。大型のジャッキは油圧式のものが多く、工場などで使われるほか、建築現場、架橋作業などでも使われ、ジャッキで持ち上げることを「ジャッキアップ」と呼ぶ。
重量物の高さを変えるものであるが、リフトのように一定場所に設置されて物を上げ下げする物ではなく、一時的にその場に設置して利用する装置である。基本的にはてこのように力のモーメントを距離に分散させる形で大きい力に変換しているが、てこよりもより摩擦などで力がロスする装置もあり、単純に入力した運動量と距離がそのまま重量物の上下移動に変換される訳ではない。きちんと整備されているジャッキであれば、女性や高齢者など力の弱い者でも時間を掛けて操作することで、1トンを超える自動車の片輪を持ち上げることも訳無くできるため、様々な場所に存在し、利用されている。
持ち上げた状態で固定する機能があるため、一時的に重量物を持ち上げて固定する用途に向き、例えば災害において倒壊家屋から下敷きになった人を救助するためにも利用される。

## 種類
大別すると機械式のものと流体作動式（油圧や圧縮空気）に分けられ、下記のような種類がある。
- 機械式
  - ねじジャッキ
    - 普通形ねじジャッキ
    - ラチェット式ねじジャッキ
    - 軸受付ねじジャッキ

  - ラック駆動ジャッキ
- 液体作動式
  - 油圧ジャッキ
    - ポンプ一体型
    - ポンプ分離型
- 空気作動式
  - エアージャッキ

## 原理
ねじ式

油圧式

空気式：エアー式

## 用途例
自動車用の小型ジャッキ（パンタグラフジャッキ）はスペアタイヤかパンク修理キットと一緒に自動車に常に置いておくことが推奨される。小型パンタジャッキはほとんどが最大荷重が1 tから2 t程度のため、より重量のあるSUVなどにはねじ式、中型・大型車には油圧式が付属している。これらのねじ式と油圧式は、その形状から「ボトルジャッキ」や「だるまジャッキ」と呼ばれる。
一方、据え置き型のものは安価なものは数千円程度からあり、自動車の整備用や日曜大工用にホームセンターや工具店などで購入できる。最大荷重も2t - 4 t程度で、ある程度の重量物に耐えられる。
災害救助などでは、複数のジャッキで不安定に折り重なった柱や壁を押し上げ固定する場合にも利用される。複数のジャッキを使う場合には、その各々を同時に、あるいは順繰りに少しずつ操作することで、力の合成により物体を支持する。隙間に挿し入れ易い小型ジャッキを複数台用いることで、総重量が数十トンを超えるような倒壊建物の下から生存者を救出できることもある。安価であるため使い捨てにできる利点のほか、建設機械では振動により更なる倒壊の恐れのある倒壊建物に対して利用できる。
自動車整備工場など日常的に利用される所では、移動に簡便な車輪付きの油圧、または空油圧併用ジャッキが使われており、ハンドル操作でジャッキアップ、レバーあるいはバルブ操作でジャッキダウンできる。
また営業中の鉄道線路下部や高層ビルなど重要施設・構造物直下に新たに地下通路などの施設を構築する際、一般的にアンダーピニング工法という工事が実施されるが、この工事においても油圧式のジャッキが頻繁に利用されている。昨今のコンピュータ技術発達に伴い、従来の油圧式ジャッキとパーソナルコンピュータや電気制御弁、シーケンサ等の各計測機器装置が連携を行い、数十台から数百台の油圧式ジャッキが安全かつ同時に制御可能となっている。また、この場合のジャッキ操作は一括集中方式で行われるため、実際の操作オペレーターも少人数で可能になり、建築工事・土木工事における経費削減にも役立っている。
なお、ジャッキアップした車両などの高さを固定する装置としてリジットラック（ジャッキスタンド）がある。

## 規格
日本工業規格として下記が定められている。
- JIS D8101：自動車用油圧式携行ジャッキ
- JIS D8102：自動車用油圧式ガレージジャッキ
- JIS D8103：自動車用ねじ式携行ジャッキ